# بريبين إريكسن
بريبين إريكسن هو متسابق دراجات نارية دنماركي، ولد في 9 أغسطس 1958 في أودنسه في الدنمارك.